# Линда Пьетюрсдоуттир
Линда Пьетюрсдоуттир (исл. Linda Pétursdóttir; род. 27 декабря 1969, Вопнафьордюр, Эйстюрланд) — исландская бизнесвумен, супермодель, королева красоты и мемуаристка, выигравшая конкурс «Мисс мира 1988 года».

## Биография
Линда Пьетюрсдоуттир родилась 27 декабря 1969 года в небольшом прибрежном исландском городке Вопнафьордюр в регионе Эйстюрланд на северо-востоке страны. Училась и выросла в родном городе.
Обладая отличными внешними данными, Линда подала заявку на участие в конкурсе красоты «Мисс Исландия», который состоялся 23 мая 1988 года. Эта победа открыла ей дорогу на 38-й ежегодный международный конкурс красоты «Мисс Мира» прошедший 18 ноября того же года в столице Великобритании городе Лондоне в Альберт-холле. Там Линду Петурсдоттир также ждал триумф.
По окончании предусмотренных контрактом мероприятий и передав 22 ноября 1989 года свою корону преемнице Анета Беата Кренглицкой, она более двадцати лет управляла спа-компанией «Baðhúsið», которая закрылась в 2014 году.
В 2003 году вместе с Рейниром Траустасоном она опубликовала свою автобиографию под заглавием: «Linda — ljós & skuggar», где она рассказала о жизни королевы красоты, о своих друзьях и подругах и, кроме того, о борьбе с соучредителями оздоровительного центра «Baðhúsið», из-за которой она лишилась статуса владельца предприятия в Рейкьявике.
В 2015 году она была приглашенным судьей на финальном конкурсе красоты «Мисс Мира 2015» в Санье, Хайнань, Китай, где победительницей стала испанка Мирея Лалагуна.
Среди хобби Линды Пьетюрсдоуттир доминируют занятия плаванием и бодибилдингом и игра на орга́не.